# Polyplax kaiseri
Polyplax kaiseri är en insektsart som beskrevs av Johnson 1960. Polyplax kaiseri ingår i släktet Polyplax och familjen ledlöss. Inga underarter finns listade i Catalogue of Life.